# Parhelophilus insignis
Parhelophilus insignis är en tvåvingeart som först beskrevs av Violovitsh 1979.  Parhelophilus insignis ingår i släktet strandblomflugor, och familjen blomflugor. Inga underarter finns listade i Catalogue of Life.